# Constellation Software
Constellation Software er en canadisk diversificeret softwarevirksomhed. Den har hovedkvarter i Toronto og er børsnoteret på Toronto Stock Exchange.
Selskabet blev etableret af Mark Leonard, en tidligere venturekapitalist, i 1996.